# Schnorrenbach

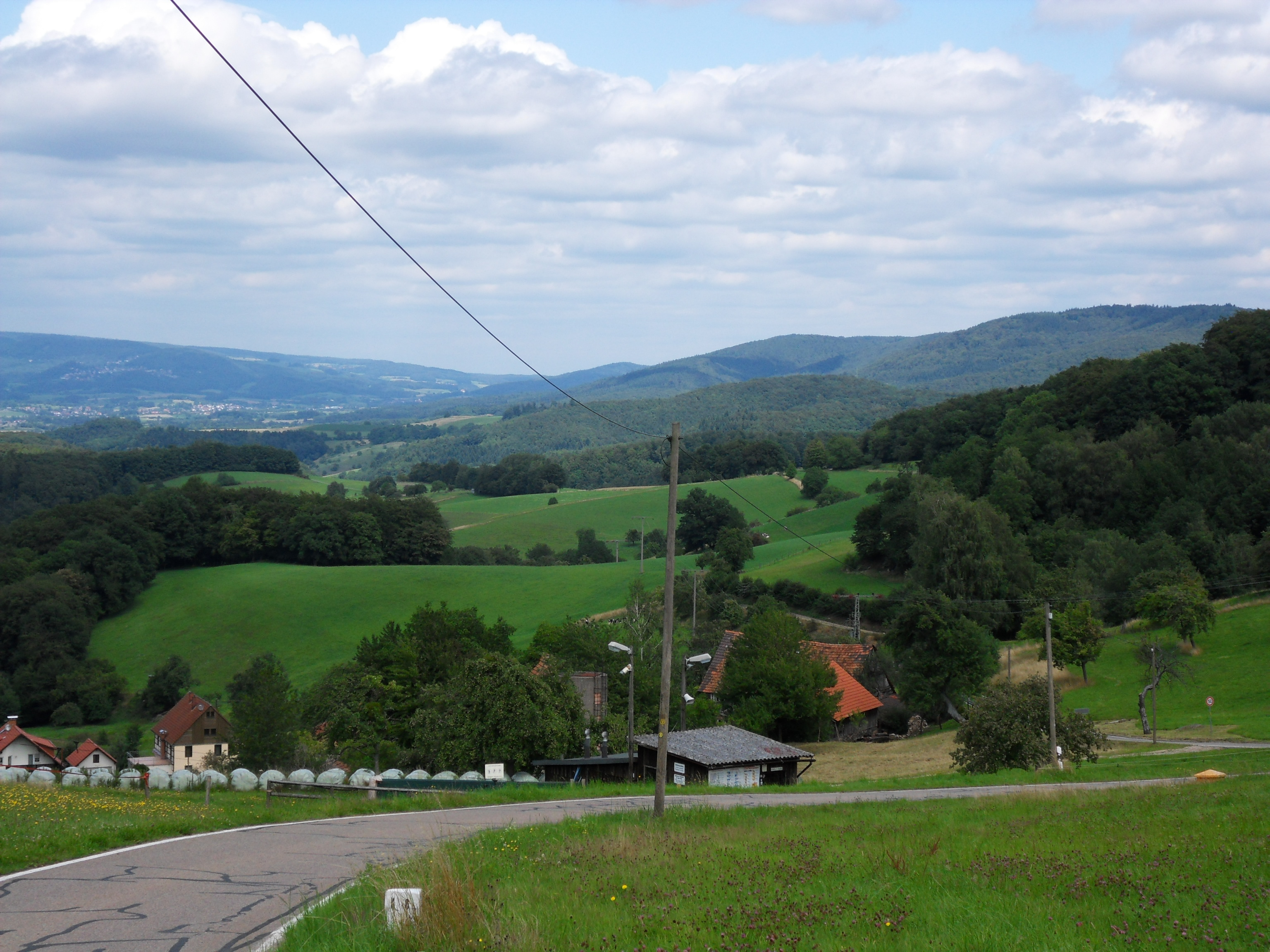
Blick nach Norden auf Schnorrenbach; im Hintergrund links das Weschnitztal und rechts die 577 Meter hohe Tromm

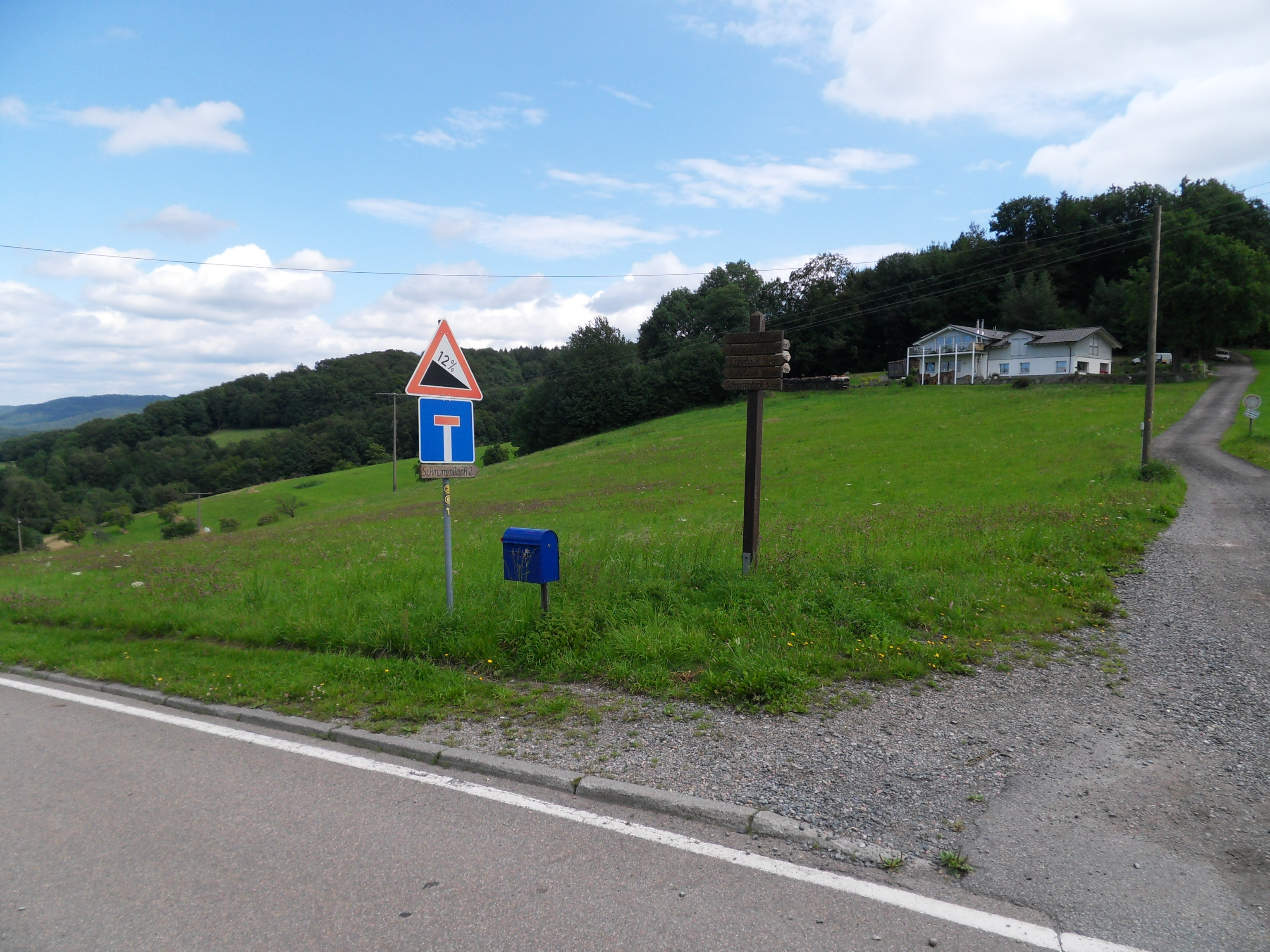
Blick von der Sattelhöhe der Kreisstraße vor Schnorrenbach nach Osten auf die Abhänge des Götzensteins

Schnorrenbach ist ein Weiler im Ortsbezirk Löhrbach der Gemeinde Birkenau im südhessischen Landkreis Bergstraße.

## Geographische Lage
Schnorrenbach liegt nördlich von Löhrbach im westlichen Odenwald in der Nähe der Bergstraße im Quellgebiet des Mumbachs, einem linken östlichen Zufluss der Weschnitz. Der Weiler besteht im Wesentlichen aus drei verstreut liegenden landwirtschaftlichen Gehöften. Schnorrenbach ist eingerahmt von den bewaldeten Höhen des Kisselbusch (502 Meter) im Westen und des Götzenstein (522 Meter) im Osten.

## Geschichte

### Ortsgeschichte
Schnorrenbach entstand im Gebiet der ehemaligen „Mark Heppenheim“ die einen Verwaltungsbezirk des Frankenreichs bezeichnete. Am 20. Januar 773 schenkte Karl der Große die Stadt Heppenheim nebst dem zugehörigen Bezirk, der ausgedehnten „Mark Heppenheim“, dem Reichskloster Lorsch. Von hier wurde die Urbarmachung und Besiedlung des Gebietes betrieben, dazu gehörte auch das Weschnitztal mit seinen Seitentälern. Der Blütezeit des Klosters Lorsch, in dessen Gebiet Weiher lag, folgte im 11. und 12. Jahrhundert sein Niedergang. 1232 wurde Lorsch dem Erzbistum Mainz unterstellt. 1461 verpfändet dann Kurmainz diese Besitzungen an die Kurpfalz. Diese wechselte 1556 zum protestantischen Glauben und hob 1564 das Kloster auf.
1267 wird erstmals ein Burggraf auf der Starkenburg (über Heppenheim) genannt, der auch das „Amt Starkenburg“, zu dem Weiher zählte, verwaltete. Als Gericht der „Niederen Gerichtsbarkeit“ und untergeordnete Verwaltungseinheit entwickelte sich die Zent Mörlenbach deren älteste erhalten gebliebene Beschreibungen aus den Jahren 1504 und 1654 stammten. 1654 wurde Schnorrenbach als Teil der Zent erwähnt.
Die erste bekannte urkundliche Erwähnung von Schnorrenbach erfolgte 1344, als der Erzbischof Heinrich von Mainz den Ritter Ganwer von Heppenheim mit 13 Malter Hafer aus Schnorrenbach belehnte, die vorher Ulrich von Lindenfels innehatte. 1424 war der Hof in Schnorrenbach dann als Burglehen der Starkenburg vergeben.
Im Verlauf der für Kurmainz verhängnisvollen Mainzer Stiftsfehde wurde das Amt Starkenburg 1461 an Kurpfalz wiedereinlöslich verpfändet und blieb anschließend für 160 Jahre pfälzisch.
Im Laufe des Dreißigjährigen Krieges (1618–1648) eroberten spanische Truppen der „Katholischen Liga“ die Region und stellten damit 1623 die Kurmainzer Herrschaft wieder her. Dadurch wurde die durch die Pfalzgrafen eingeführte Reformation weitgehend wieder rückgängig gemacht und die Bevölkerung musste wieder zum katholischen Glauben zurückkehren. Zwar zogen sich die spanischen Truppen nach 10 Jahren vor den anrückenden Schweden zurück aber nach der katastrophalen Niederlage der Evangelischen in der Schlacht bei Nördlingen 1634 verließen auch die Schweden die Bergstraße und mit dem Schwedisch-Französischen Krieg begann ab 1635 das blutigste Kapitel des Dreißigjährigen Krieges. Aus der Region berichten die Chronisten aus jener Zeit: „Pest und Hunger wüten im Land und dezimieren die Bevölkerung, sodass die Dörfer öfters völlig leer stehen“. Mit dem Westfälischen Frieden von 1648 wurde die Einlösung der Pfandschaft endgültig festgeschrieben.
Aus dem Jahr 1654 wurde Überliefert: Ein Hof in Schnorrenbach ist ein Freihof aber nicht schatzungsfrei und eine halbe Hube gehörte zu Mackenheim und der Dreißigstelzehnt stand dem Kloster Lorsch zu.
Als es 1782 zu einer Umstrukturierung im Bereich des Kurmainzer Amtes Starkenburg kam, wurde der Bereich des Amtes in die vier untergeordnete Amtsvogteien Heppenheim, Bensheim, Lorsch und Fürth aufgeteilt und das Amt in Oberamt umbenannt.
Die Zente Abtsteinach, Fürth und Mörlenbach, wo Schnorrenbach lag, wurden der Amtsvogtei Fürth unterstellt und musste ihre Befugnisse weitgehend abgeben. Zwar blieb die Zentordnung mit dem Zentschultheiß formal bestehen, dieser konnte jedoch nur noch die Anordnungen der übergeordneten Behörden (Oberamt Starkenburg, Unteramt Fürth) ausführen. Das „Oberamt Starkenburg“ gehörte verwaltungsmäßig zum „Unteren Erzstift“ des Kurfürstentums Mainz.
Konrad Dahl berichtet 1812 in seiner Historisch-topographisch-statistische Beschreibung des Fürstenthums Lorsch, oder Kirchengeschichte des Oberrheingaues über
schnorrbach als Ort der „Zent Mörlenbach“:

„Schnorrbach ein Weiler von 2 Höfen und 23 Selen. 1 Stund von Mörlenbach entlegen. In beiden letzteren Orten (Mackenheim und Schnorrbach) hat die Oberschaffnerei Lorsch nur ½ vom Zehenden.“

Als Folge der Napoleonischen Kriege kam Schnorrenbach 1803 an die Landgrafschaft Hessen-Darmstadt die 1806 im Großherzogtum Hessen aufging.
Dort 1821 wurden im Rahmen einer umfassenden Verwaltungsreform die Amtsvogteien in den Provinzen Starkenburg und Oberhessen aufgelöst und Landratsbezirke eingeführt, wobei Schnorrenbach zum Landratsbezirk Lindenfels kam. Im Rahmen dieser Reform wurden auch Landgerichte geschaffen, die jetzt unabhängig von der Verwaltung waren. Die Landgerichtsbezirke entsprachen in ihrem Umfang den Landratsbezirken und für den Landratsbezirk Lindenfels war das Landgericht Fürth als Gericht erster Instanz zuständig. Diese Reform ordnete auch die Administrative Verwaltung auf Gemeindeebene. So war die Bürgermeisterei in  Weiher auch für Mackenheim und Schnorrenbach zuständig.
Entsprechend der Gemeindeverordnung vom 30. Juni 1821 gab es keine Einsetzungen von Schultheißen mehr, sondern einen gewählten Ortsvorstand, der sich aus Bürgermeister, Beigeordneten und Gemeinderat zusammensetzte.
Die Statistisch-topographisch-historische Beschreibung des Großherzogthums Hessen berichtet 1829 über Schnorrenbach:

„Schnorrebach (L. Bez. Lindenfels) Weiler, liegt 2 1⁄2 St. von Lindenfels, gehört zur Gemarkung von Mackenheim, und hat 3 Häuser und 26 kath. Einwohner. Im Jahr 1802 kam der Ort von Mainz an Hessen.“

Auch danach war Schnorrenbach immer in der Gemarkung eines Nachbarortes integriert.
Im Neuestes und gründlichstes alphabetisches Lexicon der sämmtlichen Ortschaften der deutschen Bundesstaaten von 1845 heißt es:

„Schnorrenbach bei Lindenfels. – Weiler zur evangel. Pfarrei Birkenau resp. kathol. Pfarrei Abtsteinach gehörig. – 3 H. 2 E. – Großherzogthum Hessen. – Prov. Starkenburg. – Kreis Heppenheim. – Landger. Fürth. – Hofgericht Darmstadt. Der Weiler Schnorrenbach, mit Mackenheim eine Gemeinde bildend, ist im J. 1802  von Mainz an Hessen übergegangen.“

Die im Dezember 1852 aufgenommenen Bevölkerungs- und Katasterlisten ergaben für Weiher: Der Weiler mit 22 Einwohnern bildet mit Vöckelsbach eine Gemarkung.
In den Statistiken des Großherzogtums Hessen werden, bezogen auf Dezember 1867, für die „Schnorrenbacher Höfe“ in Gemarkung Vöckelsbach der Gemeinde Mackenheim mit der Bürgermeisterei in Ober-Abtsteinach, 2 Häuser, 22 Einwohnern, der Kreis Lindenfels, das Landgericht Fürth, die evangelische Pfarrei Wald-Michelbach des Dekanats Lindenfels und die katholische Pfarrei Ober-Abtsteinach des Dekanats Heppenheim, angegeben.
Schnorrenbach war als Exklave Teil der Gemeinde Mackenheim, die jenseits des östlichen Nachbarortes Vöckelsbach liegt.
Daher wurde der Weiler mit der Gemeinde Mackenheim anlässlich der Gebietsreform in Hessen am 31. Dezember 1971 zunächst ein Teil der neuen Gemeinde Abtsteinach. Wenig später, am 1. August 1972, wurde die Exklave (Flur 5 der Gemarkung Mackenheim) durch das Gesetz zur Neugliederung des Landkreises Bergstraße in die Gemeinde Birkenau umgegliedert.
Seitdem bildet das Gebiet um Schnorrenbach die Flur 9 der Gemarkung Löhrbach.

### Verwaltungsgeschichte im Überblick
Die folgende Liste zeigt die Staaten und Verwaltungseinheiten, denen Schnorrenbach angehört(e):
- vor 1782: Heiliges Römisches Reich, Kurfürstentum Mainz, Amt Starkenburg (1461–1650 an Kurpfalz verpfändet), Zent Mörlenbach
- ab 1782: Heiliges Römisches Reich, Kurfürstentum Mainz, Unteres Erzstift, Oberamt Starkenburg, Amtsvogtei Fürth
- ab 1803: Heiliges Römisches Reich, Landgrafschaft Hessen-Darmstadt,[Anm. 2] Fürstentum Starkenburg, Amt Fürth
- ab 1806: Großherzogtum Hessen,[Anm. 3] Fürstentum Starkenburg, Amt Fürth
- ab 1812: Großherzogtum Hessen, Fürstentum Starkenburg, Amt Waldmichelbach
- ab 1815: Großherzogtum Hessen[Anm. 4], Provinz Starkenburg, Amt Wald-Michelbach
- ab 1821: Großherzogtum Hessen, Provinz Starkenburg, Landratsbezirk Lindenfels[Anm. 5]

Siehe Löhrbach zur weiteren EntwicKlung.

## Verkehr und Infrastruktur
Für den Straßenverkehr ist Schnorrenbach durch die Kreisstraße 6 erschlossen, die von Löhrbach kommt und hier endet.
In Schnorrenbach befand sich in 400 bis 500 Meter Höhenlage ein Wintersportgebiet mit einem 450 Meter langen Abfahrtshang und Skilift. Im Sommer wurde das Gebiet zum Grasskilaufen genutzt. Der Skilift ist stillgelegt worden und ist vollständig abgebaut.